# Väinameri
Väinameri is een gedeelte van de Oostzee dat geheel op het grondgebied van Estland ligt. Het is het water tussen de eilanden Muhu, Saaremaa, Hiiumaa en Vormsi en het Estische vasteland (de voormalige provincies Läänemaa en Pärnumaa). De Duitse en ook Zweedse naam voor Väinameri is Moonsund. Väinameri staat in verbinding met de Golf van Riga en wordt vaak als onderdeel van de golf gezien.
De naam Väinameri betekent ‘Zeestratenzee’; Moonsund betekent ‘Straat van Mohn’ (de Duitse naam voor Muhu). De naam Moonsund wordt overigens ook gebruikt voor de zeestraat tussen Muhu en het vasteland. De naam Väinameri kwam pas in de late jaren dertig van de 20e eeuw in gebruik.
De oppervlakte bedraagt 2243 km²; als de eilanden worden meegerekend 2600 km².

## Zeestraten
De bewuste zeestraten, waardoor Väinameri in verbinding staat met de Oostzee in het noorden en de Golf van Riga in het zuiden, zijn:
- Voosi kurk (Duits: Wose-Sund) tussen het vasteland (het schiereiland Noarootsi) en het eiland Vormsi;
- Hari kurk (Harri-Sund)[4] tussen de eilanden Vormsi en Hiiumaa;
- Soela väin (Sele-Sund of Soela-Sund)[5] tussen de eilanden Hiiumaa en Saaremaa;
- Väike väin (Kleiner Sund) tussen de eilanden Saaremaa en Muhu;
- Suur väin (Moon-Sund of Großer Sund)[1] tussen het eiland Muhu en het vasteland.

## Het water
Het water van Väinameri heeft een laag zoutgehalte (6–6,5‰). Daardoor blijft het in de wintermaanden langer bevroren dan in de rest van de Oostzee. De ijslaag ligt er doorgaans van medio december tot eind april. Väinameri is ook niet diep, gemiddeld 5 meter. Het diepste punt ligt tussen Muhu en het kleine eilandje Kesselaid: 24 meter.
In Väinameri ligt een groot aantal eilanden. Van de kleinere eilanden zijn Heinlaid, Kesselaid en Kõinastu laid bewoond.

## Verkeer
De belangrijkste scheepvaartroute tussen de Golf van Riga en de Oostzee loopt via Suur väin en Hari kurk (min of meer tussen de eilandjes Viirelaid en Harilaid).
Een belangrijke haven is Rohuküla, van waaruit veerdiensten worden onderhouden met Sviby op Vormsi en Heltermaa op Hiiumaa. Rohuküla is het eindpunt van de Põhimaantee 9, de hoofdweg van Ääsmäe via Haapsalu naar Rohuküla. Vanuit Heltermaa gaat deze weg verder als de Tugimaantee 80.
De veerdienst tussen Virtsu op het vasteland en Kuivastu op Muhu is opgenomen in de Põhimaantee 10, de hoofdweg van Risti naar Kuressaare, de hoofdstad van Saaremaa. Tussen Muhu en Saaremaa voert de weg over een dam met een lengte van 3,6 km.
Er is ook een veerdienst tussen Triigi op Saaremaa en de haven van Sõru op Hiiumaa.

## Flora en fauna
Bijna heel Väinameri en een groot deel van de kust van de eilanden valt onder het beschermde natuurgebied Väinamere hoiuala (1738 km²). Delen van het gebied, vooral de oevers, vallen bovendien onder kleinere natuurgebieden. De Baai van Matsalu met het Nationaal park Matsalu valt erbuiten.
In het gebied groeien vrouwenschoentje, liggende raket en Encalypta mutica, een mossoort. Het is geliefd als broedgebied bij vele soorten watervogels, steltlopers, meeuwen, weidevogels en roofvogels. Ook leven er zoogdieren als de grijze zeehond, de ringelrob en de otter. Bijzondere vissen zijn Cottus gobio en rivierprik. Op de oevers leven de moerasparelmoervlinder en de roodbonte parelmoervlinder.
In Väinameri wordt gevist op baars, blauwneus, geep, houting, oostzeeharing, paling, spiering en winde.

## Foto’s

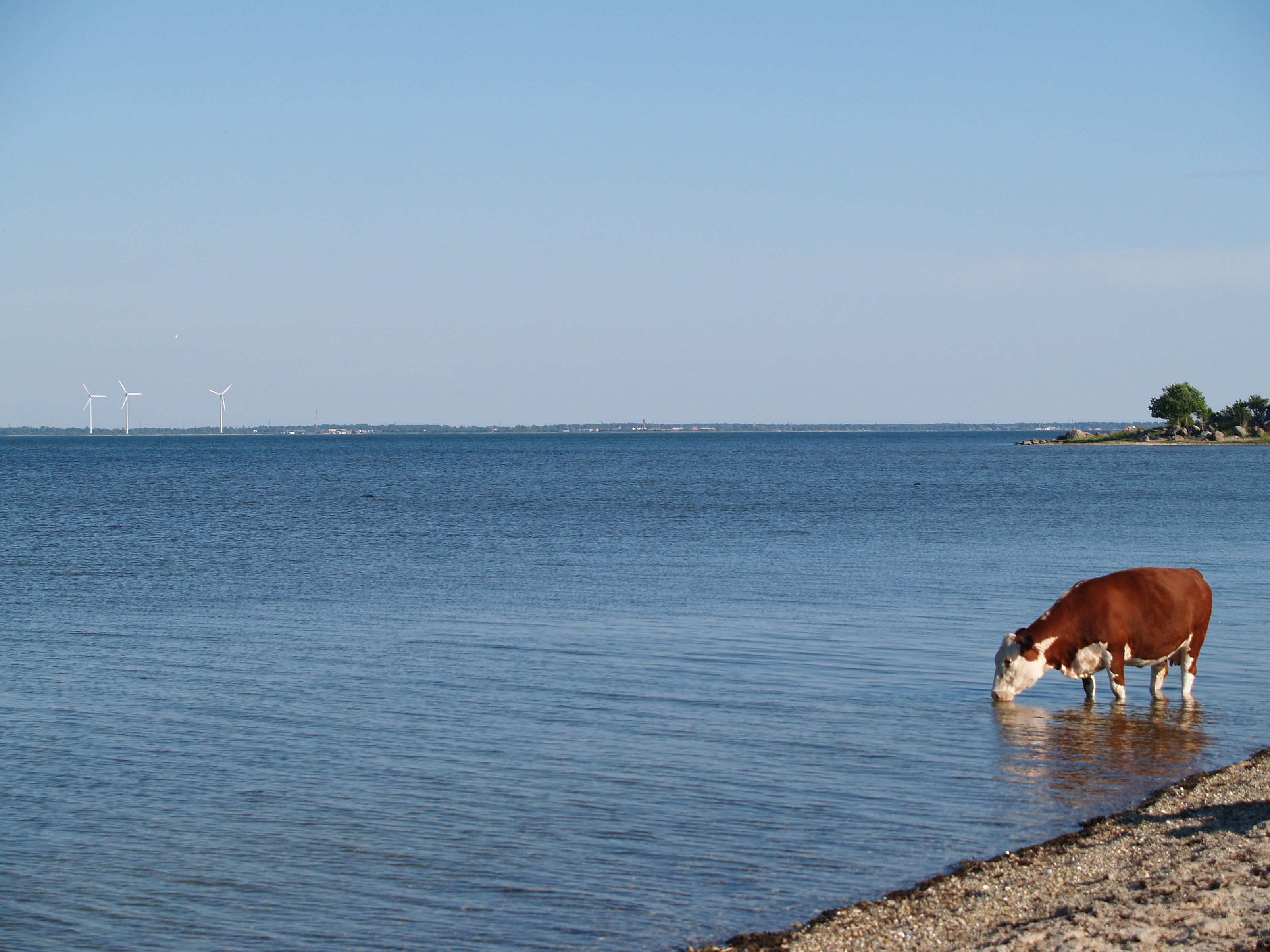
Het strand van Kesselaid. Het water is hier zo zoet dat het vee het kan drinken
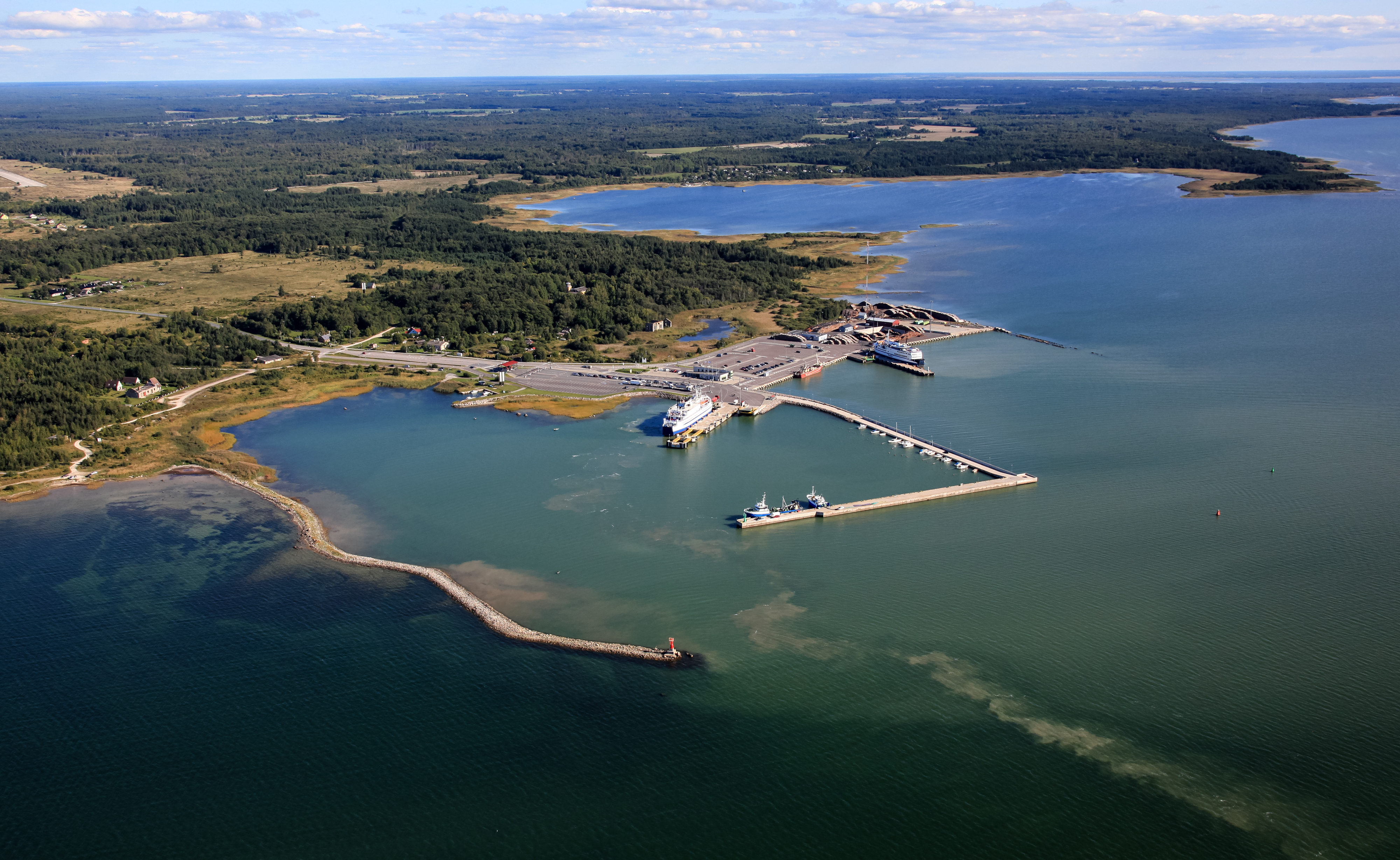
De haven van Rohuküla
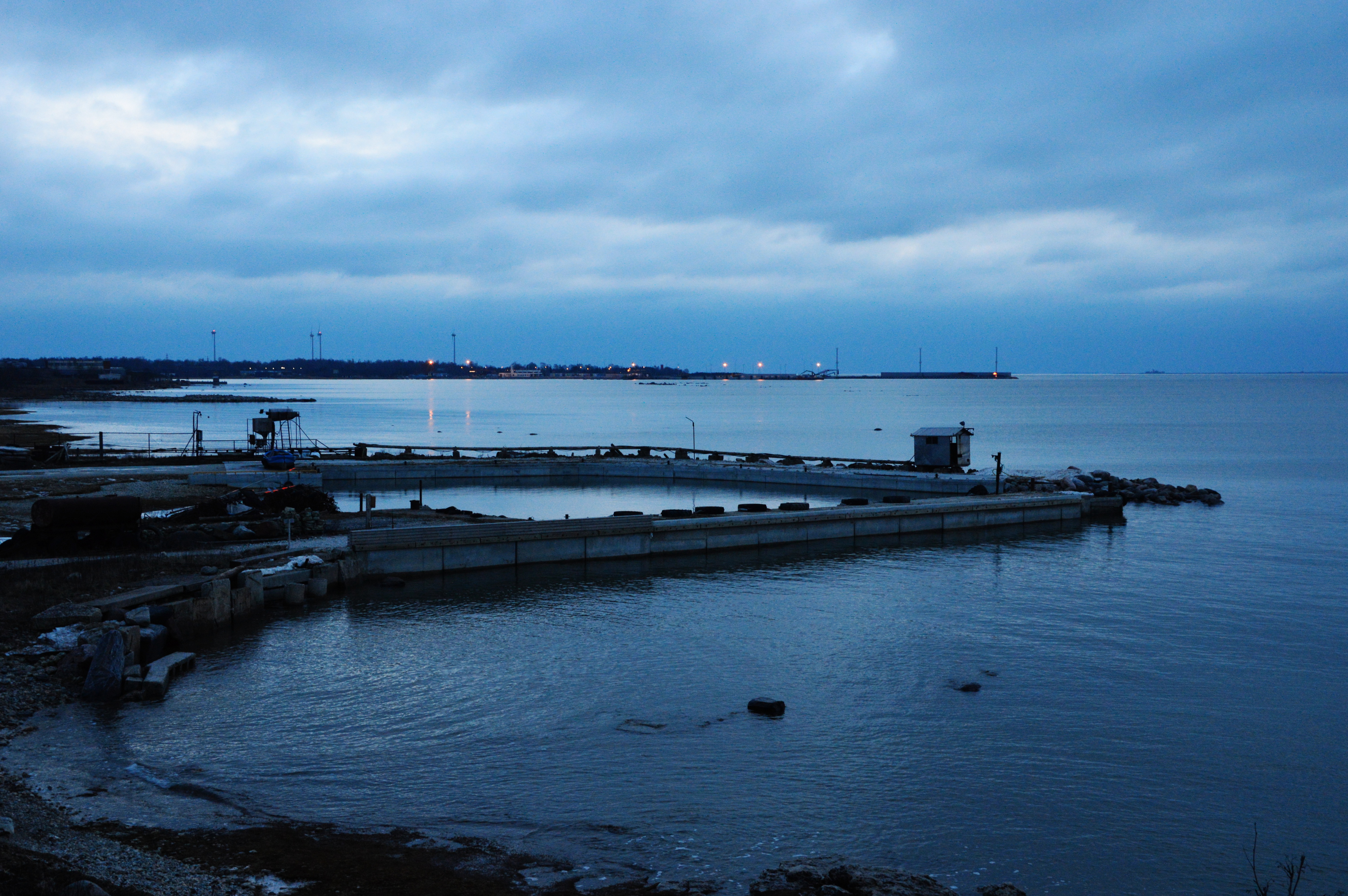
De haven van Virtsu
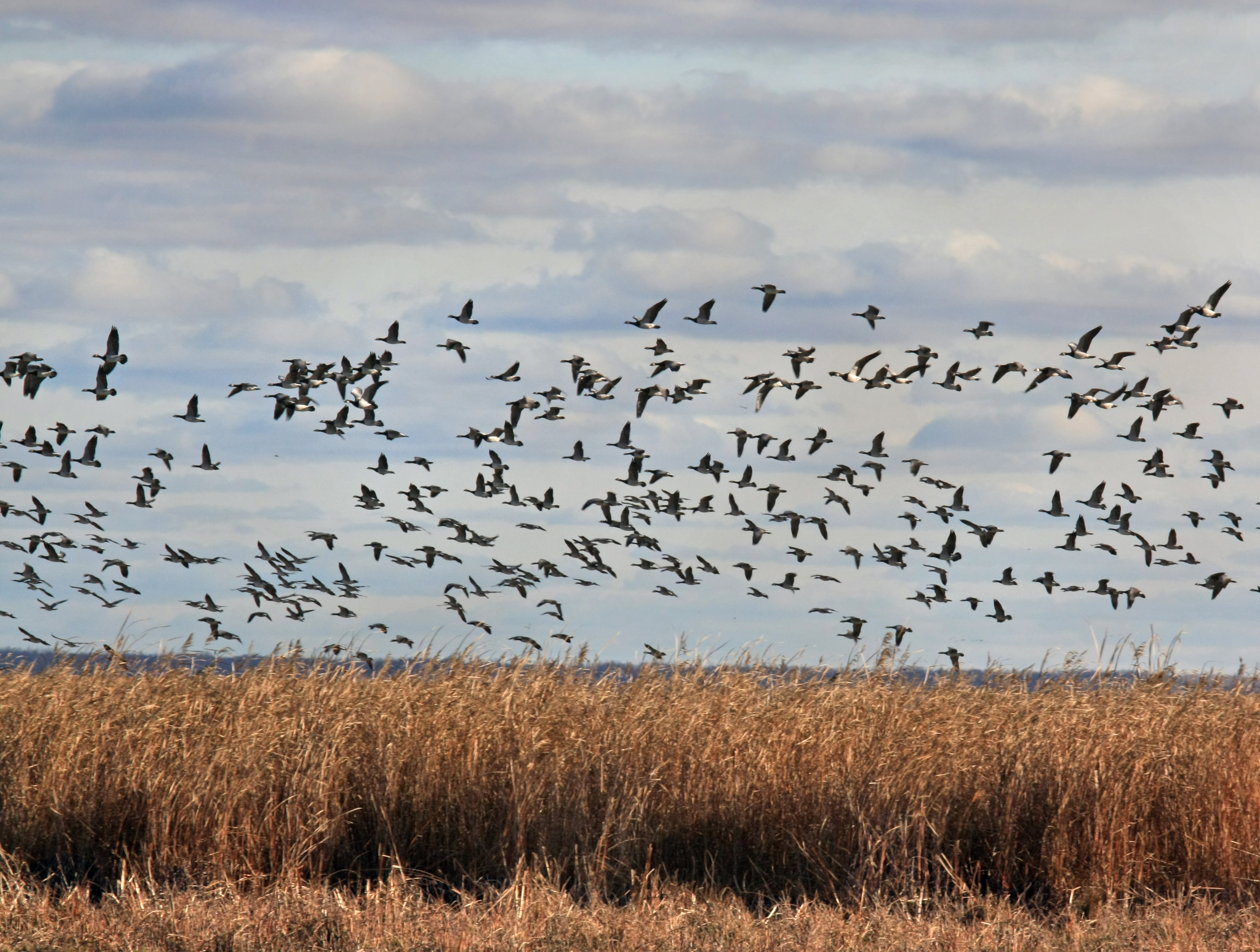
Vogels bij Haeska aan de Baai van Matsalu
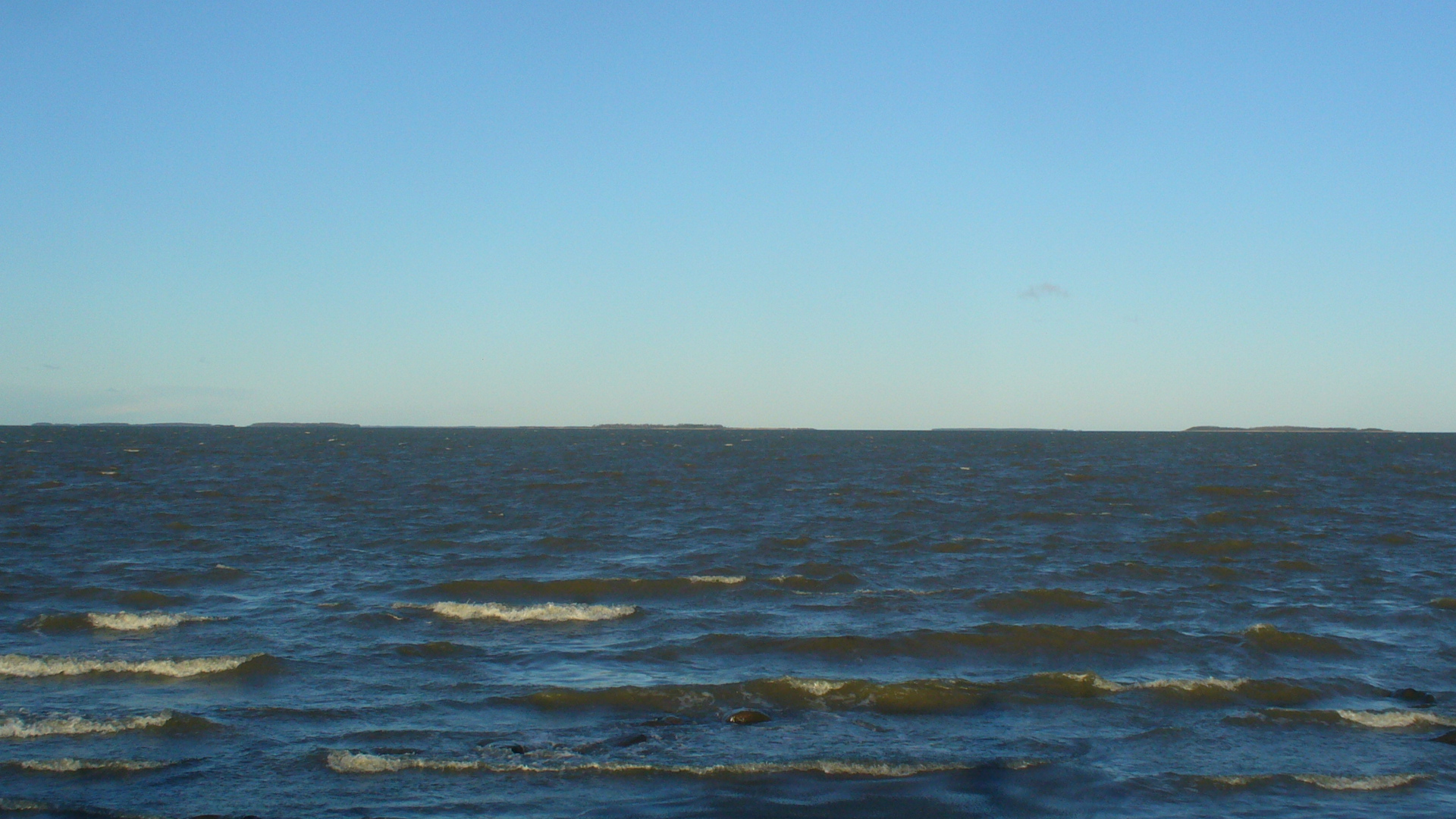
Een reeks kleine eilandjes, gezien vanaf Muhu
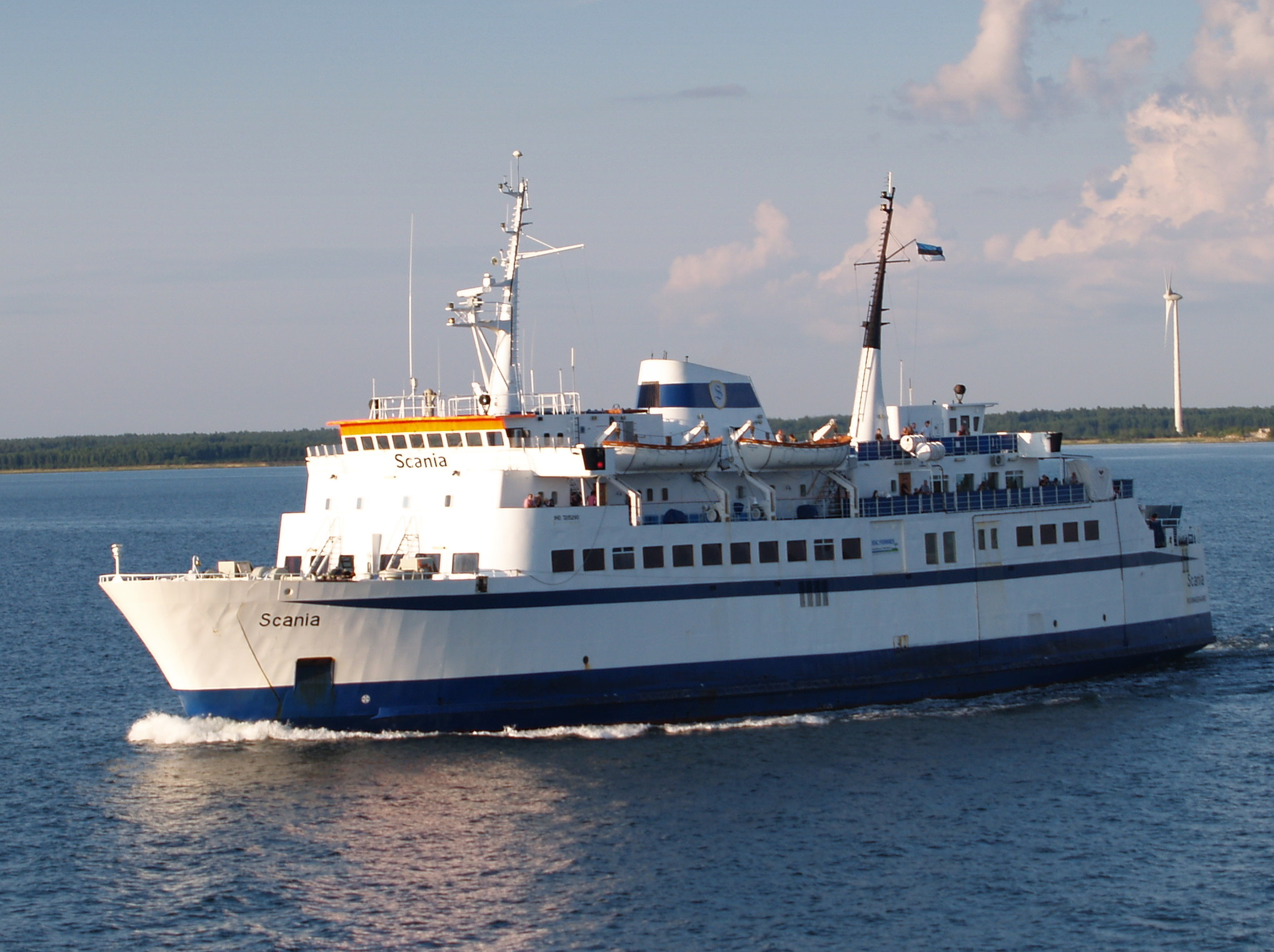
Veerboot tussen Virtsu en Kuivastu